# Erich Schärer
Erich Schärer (Zúrich, 1 de septiembre de 1946) es un deportista suizo que compitió en bobsleigh en las modalidades doble y cuádruple.
Participó en dos Juegos Olímpicos de Invierno, obteniendo en total cuatro medallas: en Innsbruck 1976, plata en la prueba cuádruple (junto con Ulrich Bächli, Rudolf Marti y Josef Benz) y bronce en doble (con Josef Benz), y en Lake Placid 1980 oro en doble (con Josef Benz) y plata en cuádruple (con Ulrich Bächli, Rudolf Marti y Josef Benz).
Ganó catorce medallas en el Campeonato Mundial de Bobsleigh entre los años 1971 y 1986, y ocho medallas en el Campeonato Europeo de Bobsleigh entre los años 1973 y 1982.

## Palmarés internacional
| Juegos Olímpicos   | Juegos Olímpicos             | Juegos Olímpicos  | Juegos Olímpicos |
| Año                | Lugar                        | Medalla           | Prueba           |
| ------------------ | ---------------------------- | ----------------- | ---------------- |
| 1976               | Innsbruck (Austria)          | Medalla de plata  | Cuádruple        |
| 1976               | Innsbruck (Austria)          | Medalla de bronce | Doble            |
| 1980               | Lake Placid (Estados Unidos) | Medalla de oro    | Doble            |
| 1980               | Lake Placid (Estados Unidos) | Medalla de plata  | Cuádruple        |
| Campeonato Mundial |                              |                   |                  |
| Año                | Lugar                        | Medalla           | Prueba           |
| 1971               | Cervinia (Italia)            | Medalla de oro    | Cuádruple        |
| 1973               | Lake Placid (Estados Unidos) | Medalla de oro    | Cuádruple        |
| 1975               | Cervinia (Italia)            | Medalla de oro    | Cuádruple        |
| 1977               | Sankt Moritz (Suiza)         | Medalla de plata  | Cuádruple        |
| 1978               | Lake Placid (Estados Unidos) | Medalla de oro    | Doble            |
| 1978               | Lake Placid (Estados Unidos) | Medalla de plata  | Cuádruple        |
| 1979               | Königssee (RFA)              | Medalla de oro    | Doble            |
| 1979               | Königssee (RFA)              | Medalla de bronce | Cuádruple        |
| 1981               | Cortina d'Ampezzo (Italia)   | Medalla de bronce | Doble            |
| 1981               | Cortina d'Ampezzo (Italia)   | Medalla de bronce | Cuádruple        |
| 1982               | Sankt Moritz (Suiza)         | Medalla de oro    | Doble            |
| 1982               | Sankt Moritz (Suiza)         | Medalla de bronce | Cuádruple        |
| 1983               | Lake Placid (Estados Unidos) | Medalla de plata  | Doble            |
| 1986               | Königssee (RFA)              | Medalla de oro    | Cuádruple        |
| Campeonato Europeo |                              |                   |                  |
| Año                | Lugar                        | Medalla           | Prueba           |
| 1973               | Cervinia (Italia)            | Medalla de bronce | Cuádruple        |
| 1976               | Sankt Moritz (Suiza)         | Medalla de oro    | Doble            |
| 1976               | Sankt Moritz (Suiza)         | Medalla de bronce | Cuádruple        |
| 1979               | Winterberg (RFA)             | Medalla de plata  | Doble            |
| 1979               | Winterberg (RFA)             | Medalla de plata  | Cuádruple        |
| 1980               | Sankt Moritz (Suiza)         | Medalla de oro    | Cuádruple        |
| 1980               | Sankt Moritz (Suiza)         | Medalla de bronce | Doble            |
| 1982               | Cortina d'Ampezzo (Italia)   | Medalla de oro    | Doble            |